# Vành khuyên Togian
Vành khuyên Togian (danh pháp hai phần: Zosterops somadikartai) là một loài chim trong họ Vành khuyên (Zosteropidae).
Nó được tìm thấy trên quần đảo Togian của Indonesia và nó được coi là đặc hữu của quốc gia này. Loài này được nhà nghiên cứu của Đại học Indonesia là Mochamad Indrawan và đồng nghiệp của ông là Sunarto nhận ra lần đầu tiên năm 1997, và chính thức miêu tả năm 2008. Loài này được đặt tên khoa học theo tên của nhà điểu học nổi tiếng người Indonesia là Soekarja Somadikarta. Không giống như phần lớn các loài trong chi này, nó không có vòng trắng quanh mắt.
Loài này được coi là đang nguy cấp, mặc dù điều này chưa được IUCN đánh giá. 

## Miêu tả
Khu vực Sulawesi được tin là có ít nhất 9-10 loài đã được tìm thấy trên các đảo biệt lập. Sự biệt lập này dẫn tới các biến đổi hình thái rõ ràng cũng như các khác biệt trong giọng hót. Loài này troong giống như vành khuyên đầu đen (Zosterops atrifrons) nhưng không có vành trắng quanh mắt, mặc dù hẹp nhưng vẫn dễ thấy, thậm chí ngay cả ở Z. atrifrons non. Vành khuyên Togian có phần chỏm đầu đen nhỏ hơn, họng vàng rõ nét hơn, gốc mỏ nhạt khác biệt và mống mắt hơi đỏ (nâu ở vành khuyên đầu đen). Loài này cũng khác biệt so với Zosterops surdus ở miền tây trung Sulawesi là phần lông phía trên có màu ô liu sáng và nhạt hơn, họng vàng hơn. Nó khác với Zosterops subatrifrons ở các đảo Peleng và Banggai ở các điểm như thiếu vành trắng quanh mắt, ngực xám hơn và phần lông đen trên chỏm đầu ít hơn. Zosterops anomalus ở miền nam Sulawesi cũng thiếu vành trắng quanh mắt nhưng nó có các đốm trắng nhỏ xung quanh da ổ mắt. Các khác biệt trong độ cao thấp và trầm bổng trong giọng hót của Z. somadikartai được ghi nhận khi so sánh với các loài vành khuyên đã biết khác thuộc chi Zosterops trong khu vực này.